# Beraldo II delfino d'Alvernia
Beraldo d'Alvernia, in francese Béraud II (1333 circa – 17 gennaio 1400) fu conte di Clermont e di Montferrand e Delfino d'Alvernia dal 1356 fino alla sua morte.

## Origine
Beraldo era il figlio maschio primogenito del Delfino d'Alvernia, Conte di Clermont e di Montferrand, Beraldo I e della moglie, Maria de la Vie, come conferma lo storico, chierico, canonista e bibliotecario francese, Étienne Baluze), figlia di Pietro II de La Vie, visconte di Villemur, e di Maria Duèze, che secondo la Histoire générale de la province de Quercy. Tome 2 era sorella di Papa Giovanni XXII, nato Jacques Duèze.
Beraldo I delfino d'Alvernia era il figlio maschio primogenito del Delfino d'Alvernia, Conte di Clermont e di Montferrand, Giovanni I e della moglie, Anna di Poitiers, come conferma lo storico, chierico, canonista e bibliotecario francese, Étienne Baluze), figlia di Aimaro IV di Poitiers, Conte di Valentinois e della sua seconda moglie, Margherita di Ginevra.

## Biografia
Secondo lo storico, genealogista francese, Pierre de Guibours, detto Père Anselme de Sainte-Marie o più brevemente Père Anselme, nel suo Histoire généalogique et chronologique de la maison royale de France, tome second, riporta che, nel 1348, Beraldo fu fidanzato con Yolanda di Ginevra, figlia del conte di Ginevra, Amedeo III e della moglie, Matilde d'Alvernia, figlia del conte d'Alvernia e di Boulogne, Roberto VII e di Maria di Damperre; il matrimonio non fu mai celebrato e, poi (nel 1360), Yolanda sposò il Visconte di Narbona, Barone di Puisserguier e Ammiraglio di Francia, Aimerico VI
Suo padre, Beraldo I, fece testamento il 9 agosto 1356, fece testamento, designando Beraldo, il suo figlio primogenito (filium nostrum primogenitum Beraldum Dalphini) suo erede universale, definendo anche i lasciti per gli altri eredi; il testamento si trova nelle Preuves de l'Histoire généalogique de la maison d'Auvergne, tome 2.
Suo padre, Beraldo I, morì in quello stesso mese, il 27 agosto 1356, come confermano anche le Preuves de l'Histoire généalogique de la maison d'Auvergne, tome 2 (Beraldus comes Claromontensis et Dalphinus Arverniæ ac dominus totius terræ Mercurii). Beraldo, in quanto figlio primogenito, gli succedette come Beraldo II Delfino d'Alvernia.
Circa tre settimane dopo, il 19 settembre 1356, Beraldo, nell'ambito della Guerra dei cent'anni, prese parte alla battaglia di Poiters, e, nel 1359, con l'aiuto di molti feudatari dell'Aquitania, riuscì a respingere un esercito inglese che era penetrato in.
Nel 1360, Beraldo fu tra gli ostaggi consegnati agli inglesi, che in base al Trattato di Brétigny, permisero la liberazione del re di Francia, Giovanni II il Buono, che era stato fatto prigioniero dagli inglesi alla battaglia di Poitiers, restando in Inghilterra per più di dieci anni.
Nel 1374, Beraldo fu al seguito del duca d'Angiò, Luigi I, per portare guerra agli inglesi in Guascogna.
Dopo il suo terzo matrimonio, Beraldo, assieme alla moglie, Margherita di Sancerre, il 5 marzo 1376, risolsero con la sorella ed erede del defunto marito di Margherita i problemi inerenti alla dote di Margherita stessa, come ci viene riportato nel documento n° CCLX del Cartulaire des sires de Rays.
Nel 1382, durante la campagna di Fiandra, fu, assieme a Giovanni II d'Alvernia, tra coloro che furono al servizio del re di Francia, Carlo VI.
Nel 1383, suo cugino, anche lui di nome Beraldo, nel suo testamento lo nomina suo successore per la Signoria di Rochefort.
Nel 1386, Beraldo si recò nelle Fiandre per unirsi all'armata che si stava allestendo per l'invasione dell'Inghilterra; progetto che non fu portato a termine.
Nel 1390, Beraldo, assieme al fratello Ugo prese parte alla crociata berbera o crociata di Barberia, voluta dalla Repubblica di Genova, al seguito del genero, il terzo duca di Borbone, Luigi II.
Beraldo morì il 17 gennaio 1400, mentre per le Preuves de l'Histoire généalogique de la maison d'Auvergne, tome 2, morì nel 1399 (XVII januari. Obiit dominus Beraldus comes Claromontensis, Delphinus Arverniæ et dominus Mercorii, anno MCCCXCIX). Come Delfino d'Alvernia, gli succedette il figlio primogenito, Beraldo.

## Matrimoni e discendenza
Nel 1357 Beraldo aveva sposato Giovanna di Forez († 1369), figlia di Guido VII Conte di Forez e della moglie Giovanna di Clermont, come ci viene confermato dal contratto di matrimonio stipulato il 22 giugno 1357; Giovanna morì il 17 febbraio 1369, come confermano anche le Preuves de l'Histoire généalogique de la maison d'Auvergne, tome 2 (XVII februarii. Obiit domina Johanna de Forests comitissa Claromontis dominaque terræ de Mercorio MCCCLXIX).
Beraldo da Giovanna ebbe una figlia:
- Anna (1358 - 1417) signora di Mercorio e contessa di Forez, sposò, nel 1371, il terzo duca di Borbone, Luigi II, come ci viene confermato dalla Bolla di papa Urbano V, datata 1370[22].

Dopo essere rimasto vedovo, Beraldo, nel 1371, si sposò, in seconde nozze, con Giovanna d'Alvernia († 1373), come conferma il contratto di matrimonio stipulato il 14 giugno 1371, a Châteauvieux (Loir-et-Cher), figlia del conte d'Alvernia e conte di Boulogne, Giovanni I di Clermont e della moglie, Giovanna di Clermont; Giovanna morì il 1º ottobre 1373, come confermano anche le Preuves de l'Histoire généalogique de la maison d'Auvergne, tome 2 (I Octobris. Obiit Johanna de Bolonia comitissa Claromontenis MCCCLXXIII).
Beraldo da Giovanna non ebbe figli.
Dopo essere rimasto vedovo per la seconda volta, Beraldo, nel 1374, si sposò, in terze nozze, con Margherita di Sancerre († 1419), come conferma il contratto di matrimonio stipulato il 27 giugno 1374, a Riom, figlia ed erede di Giovanni III Conte di Sancerre e della sua prima moglie, Margherita di Marmande, signora di Sagonne, Marmande e Faye-la-Vineuse; Margherita era al suo secondo matrimonio, avendo sposato in prime nozze, Gerardo Chabot detto Gerardo VI di Retz o di Rays, a cui non aveva dato figli, e, dopo il matrimonio con Beraldo, risolse il problema della sua dote con Giovanna di Rays, l'erede di Gerardo Chabot; dopo essere rimasta vedova di Beraldo, Margherita, nel 1403, divenne contessa di Sancerre si sposò in terze nozze con Giovanni di Randan, signore di Saligny, a cui non diede figli, ed infine, nel 1408, in quarte nozze, con Giacomo di Montbron, signore di Montbron, Siniscalco d’Angoumois e Maresciallo di Francia, di cui fu la seconda moglie; Margherita morì nel 1419, lasciando la contea di Sancerre al suo figlio primogenito, Beraldo.
Beraldo II da Margherita ebbe otto figli:
- Beraldo († 1426), citato come figlio primogenito di Beraldo II e Margherita di Sancerre, in un documento, datato 1436, delle Preuves de l'Histoire généalogique de la maison d'Auvergne, tome 2 (Beraldus Dalphini Margaretæ comitissæ de Sacrocæsare secundus nuptus fuerat; ex quorum matrimonio octo liberi videlicet, Beraldus, Johannes, Ludovicus et Robertus, Johanna, Maria, Jaqueta et Margareta progeniti fuerant)[27], Delfino d'Alvernia[18];
- Giovanni († prima del 1400), citato come figlio di Beraldo II e Margherita di Sancerre, nello stesso documento di cui sopra[27];
- Luigi († prima del 1400), citato come figlio di Beraldo II e Margherita di Sancerre, nello stesso documento di cui sopra[27];
- Roberto († 1456), citato come figlio di Beraldo II e Margherita di Sancerre, nello stesso documento di cui sopra[27], vescovo di Chartres dal 30 maggio 1432 e nominato vescovo di Albi il 12 aprile 1434;
- Giovanna († dopo il 1400), citata come figlia di Beraldo II e Margherita di Sancerre, nello stesso documento di cui sopra[27], che sposò, nel 1390 il visconte Randonnet di Polignac, come da contratto di matrimonio[28];
- Maria († dopo il 1402), citata come figlia di Beraldo II e Margherita di Sancerre, nello stesso documento di cui sopra[27], che sposò, nel 1400, il signore di Saint-Georges, Sainte-Croix, Seurre e Montpont, Guillaume de Vienne, come da contratto di matrimonio[29];
- Giacomina († dopo il 1451), citata come figlia di Beraldo II e Margherita di Sancerre, nello stesso documento di cui sopra[27], badessa a Saint-Menoux, come ci viene confermato da un documento, datato 1438, delle Preuves de l'Histoire généalogique de la maison d'Auvergne, tome 2 (Jaquete Daulphine abbesse de Saint Menoulx)[30];
- Margherita († dopo il 1413), citata come figlia di Beraldo II e Margherita di Sancerre, nello stesso documento di cui sopra[27], che sposò, nel 1404, il signore di Bueil, Giovanni IV.

### Fonti primarie
- (LA)  Baluze, Preuves de l'Histoire généalogique de la maison d'Auvergne, tome 2.
- (LA)  Preuves de l'Histoire généalogique de la maison d'Auvergne.
- (LA, FR)  Histoire généalogique des ducs de Bourgogne de la maison de France.

### Letteratura storiografica
- (FR)  Baluze, Histoire généalogique de la maison d'Auvergne, tome 1.
- (FR)  L'art de vérifier les dates des faits historiques, des chartes, des chroniques.
- (FR)  Histoire généalogique de la maison d'Auvergne, justifiée par chartes, titres.
- (FR)  Histoire générale de la province de Quercy. Tome 2.
- (FR)  Histoire généalogique et chronologique de la maison royale de France, tome second.
- (FR)  Archivies historique du Poitou.